# Дом Регенщайн
Дом Регенщайн също Рейнщайн (на немски: Regenstein, Reinstein) е долносаксонски графски род, нарекъл се на замъка със същото име Замък Регенщайн при Бланкенбург в Харц в централна Германия.
За пръв път по име в документ е споменат през 1162 г. Cunradus Comes de Regenstein (граф цу Регенщайн), Конрад – син на граф Попо I фон Бланкенбург от Дом Регинбодони, и така той основава рода Рейнщайн-Бланкенбург. Фамилията получава Замък Хаймбург през началото на 14 век и се основава младата линия Рейнщайн-Хаймбург. Замъкът Регенщайн (линията Рейнщайн-Рейнщайн) е прекратена през средата на 15 век в полза на Бланкенбург и Деренбург.
Последният мъжки представител на благородническата фамилия, граф Йохан Ернст фон Регенщайн, умира през 1599 г. Части от графството стават Графство Бланкенбург.

## Собствености
Замък Регенщайн, замък Вестербург, замък Хаймбург, дворец Розебург, замък Калвьорде, замък Ошерслебен, дворец Бланкенбург
- Старият дворец Регенщайн или Рейнщайн
- Замък Вестербург при Деделебен
- Замък Калвьорде
- Обратната страна на един талер

## Личности
- Попо I фон Регенщайн-Бланкенбург (* ок. 1095; † 1161 или 1164), граф на Бланкенбург, основател на рода
- Рихенза фон Бойнебург (* ok. 1100; † pr. 1145), съпруга на Попо I
- Райнхард фон Бланкенбург († 1123), епископ на Халберщат (1107 – 1123)
- Бурхард II фон Бланкенбург († 1305), архиепископ на Магдебург
- Албрехт II фон Регенщайн (* ок. 1293; † 1349), граф на Регенщайн
- Улрих X фон Регенщайн-Бланкенбург (* 1499; † 1551), граф на Бланкенбург и Регенщайн
- Елизабет фон Регенщайн-Бланкенбург (* 1542; † 1584), от 1574 абатиса на Кведлинбург